# 박찬미 (가수)
박찬미(1991년 ~)는 대한민국의 가수다. 2010년 싱글 앨범 [주님 주신 것으로]로 데뷔했다. 2017년에는 돕는 사람들 홍보대사를 맡았다.

## 방송
- 가스펠스타C 3 (2013) - Top10

## 음반
- 주님 주신 것으로 (2010)
- 가스펠스타C 시즌3 (2013)
- Amomos (아모모스) (2014)
- JG Music 1st (2017)
- 하늘 소녀 (2019)
- HEAVEN (2021)

## 수상
- 제21회 극동방송 전국 복음성가 경연대회 금상 (2009)